# Klotkummin
Klotkummin (Lagoecia cuminoides) är en växtart som är ensam art i släktet Lagoecia i familjen flockblommiga växter. Den beskrevs av Carl von Linné 1753.
Klotkummin är en ettårig ört som förekommer kring Medelhavet och i Mellanöstern till Iran. Arten användes förr som medicinalväxt och har förvildats i Tyskland men har ej påträffats i Sverige.

## Bildgalleri

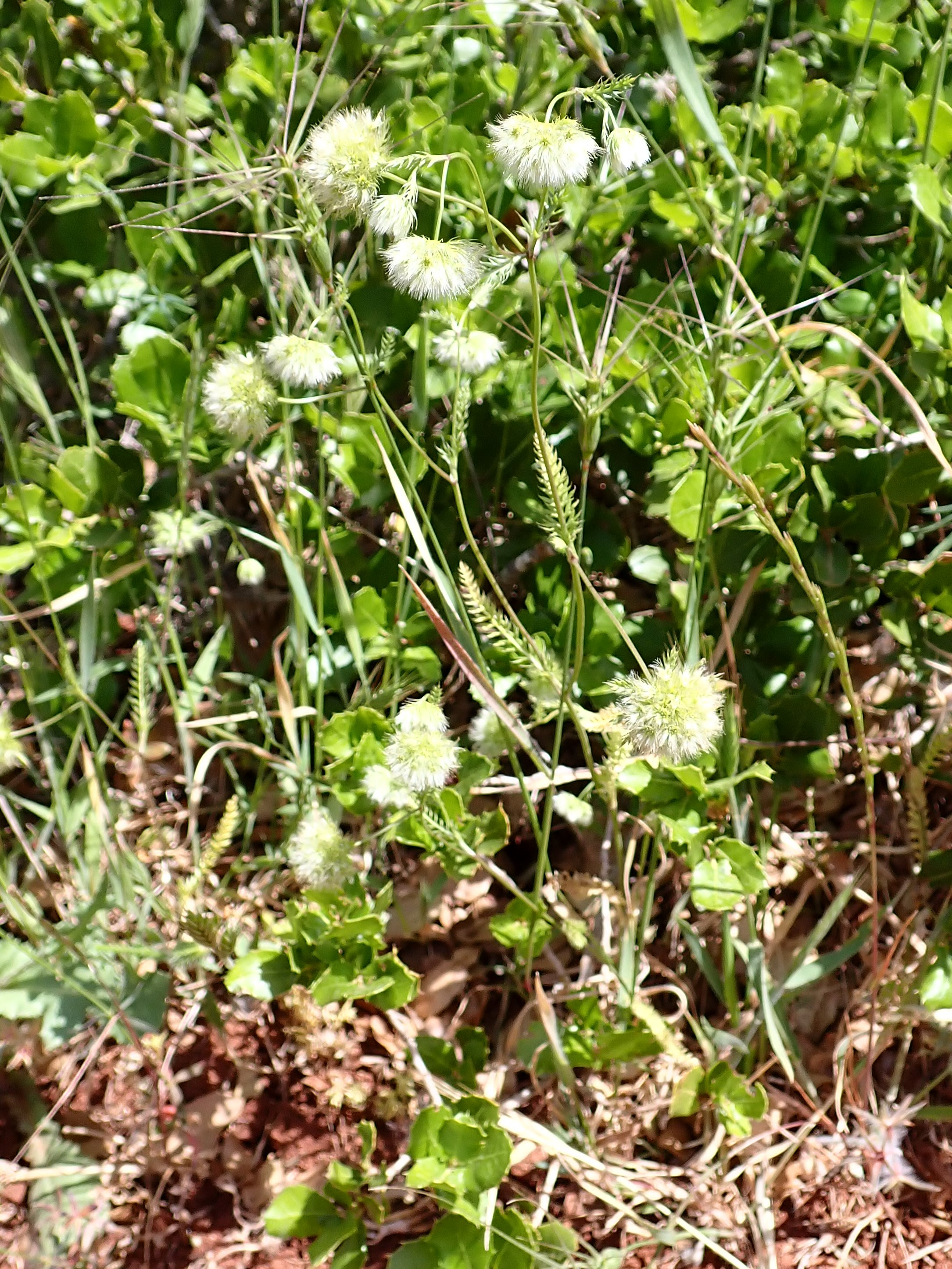
Habitus
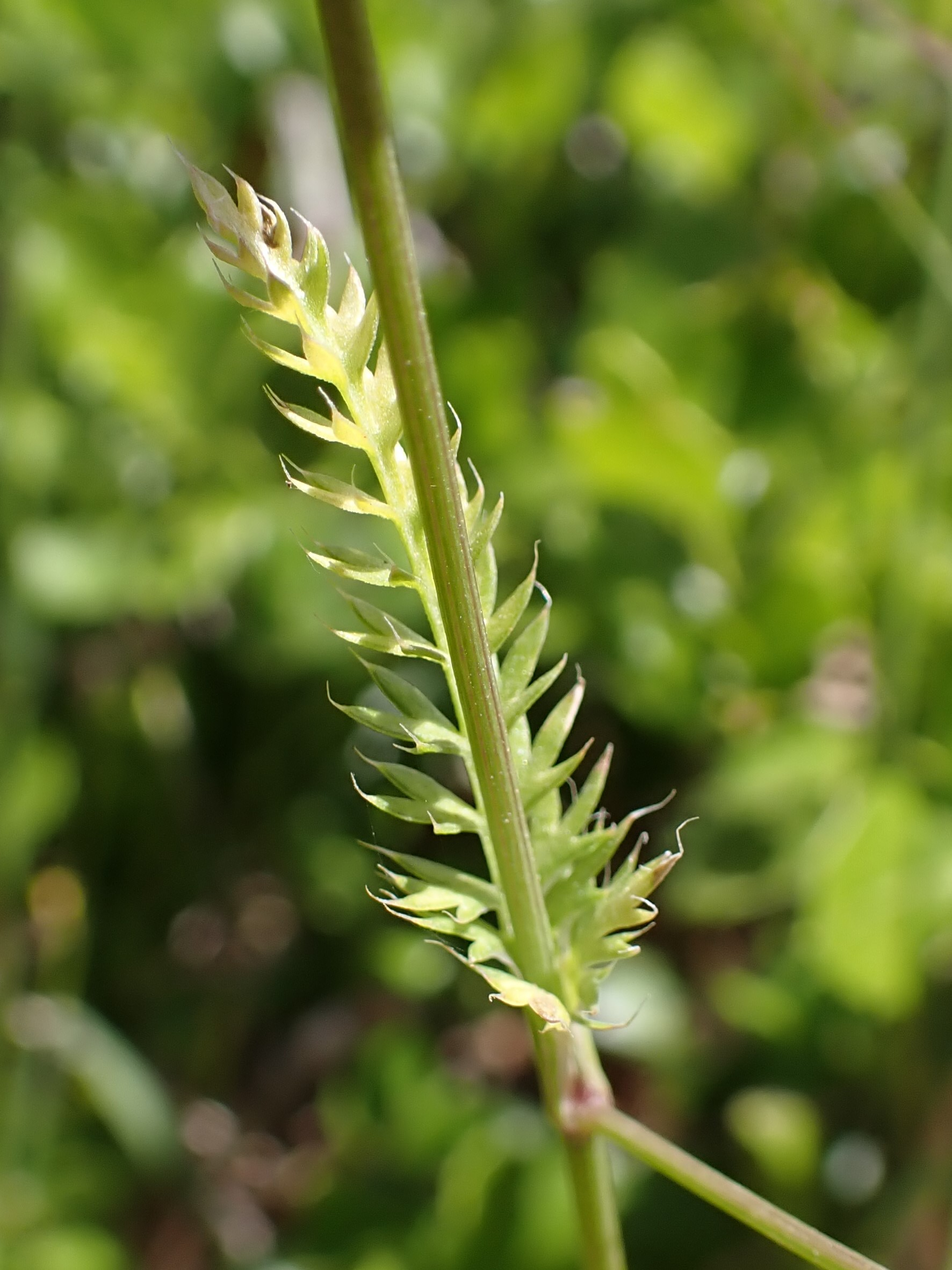
Blad
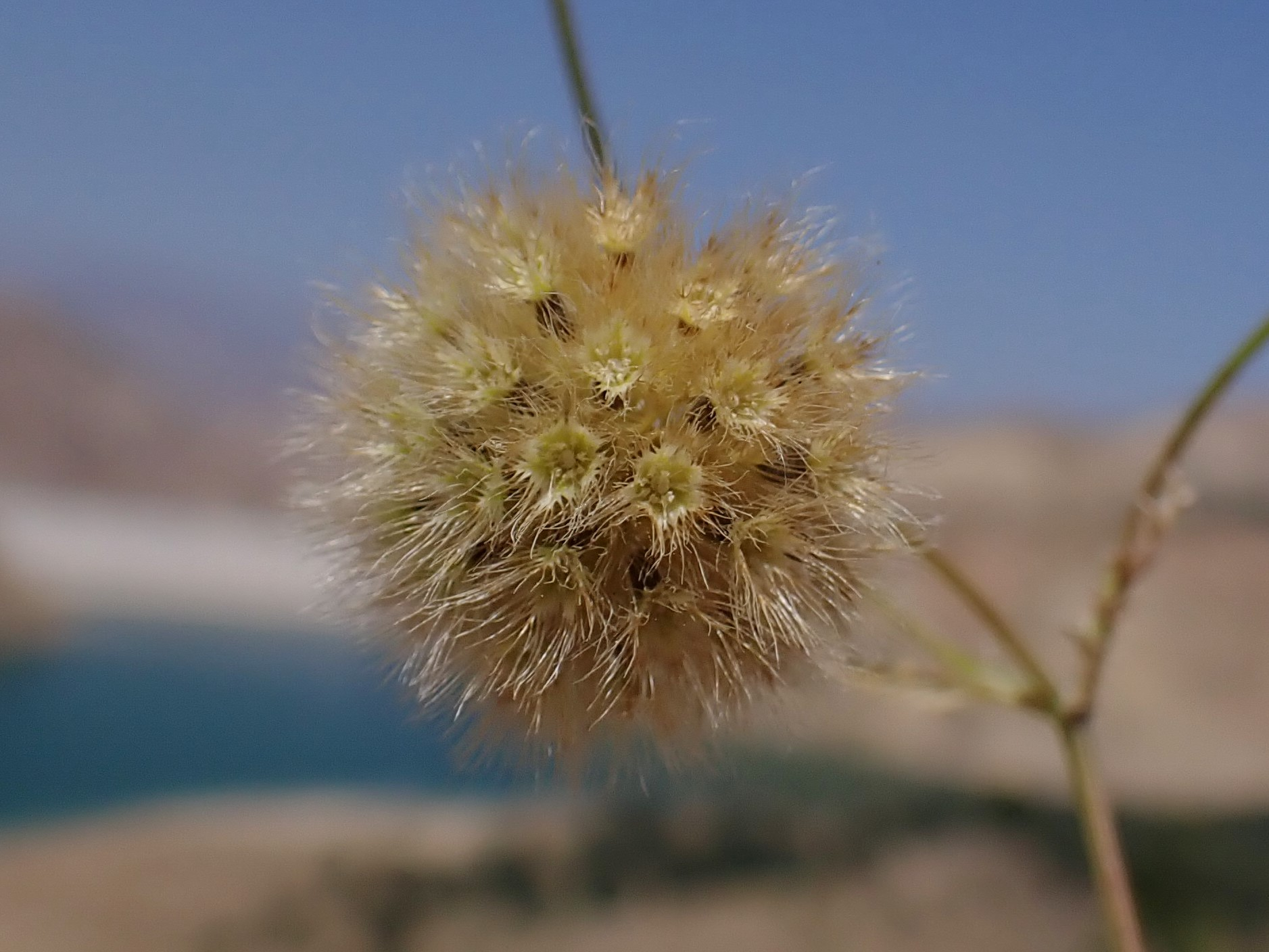
Blomställning